# 烏克蘭國家銀行
乌克兰国家银行（烏克蘭語：Національний банк України），其前身为苏联中央银行的乌克兰分行，苏联解体后从1992年初开始逐步承担起乌克兰的中央银行职能。

## 历史
根据1996年的烏克蘭憲法第99条，乌克兰国家银行的主要任务为维持國幣格里夫纳的稳定。乌克兰国家银行总部所在的国家银行大厦修建于1902年至1934年其间，曾是俄罗斯帝国国家银行乌克兰分行所在地。